# 2015 في ألمانيا
فيما يلي قوائم الأحداث التي وقعت خلال عام 2015 في ألمانيا.

## أحداث
- 31 ديسمبر – الاعتداءات الجنسية والسرقة ليلة رأس السنة في ألمانيا

## سياسة

### تعيين في المنصب
- 1 نوفمبر – ستانيسلاف تيليش رئيس البوندسرات.

### انتهاء فترة المنصب
- 31 أكتوبر – فولكر بوفيير رئيس البوندسرات.

## رياضة
- 12 يوليو – جائزة ألمانيا الكبرى للدراجات النارية 2015
- 1 أغسطس – كأس السوبر الألماني 2015
- 23 أغسطس – طواف فاتينفول 2015

## أفلام
من الأفلام التي صدرت هذه السنة في ألمانيا:
- 1 يناير – أنكليف من إخراج Goran Radovanović ‏.
- 1 يناير – الحياة من إخراج أنطون كربيجن.
- 1 يناير – السيد تيرنر من إخراج مايك لي.
- 1 يناير – العميل 47 من إخراج Aleksander Bach [الإنجليزية]‏.
- 1 يناير – صفقة غير منتهية من إخراج كين سكوت.
- 1 يناير – كسر نقطة من إخراج إيركسون كور.
- 1 يناير – مدام بوفاري من إخراج Sophie Barthes [الإنجليزية]‏.
- 1 يناير – مع حبي من إخراج Christian Ditter [الإنجليزية]‏.
- 16 مايو – البيات الشتوي من إخراج نورى بيلجى جيلان، سيامك شايقي.
- 19 مايو – موستانغ من إخراج دينيز غامزي إرغوفين.
- 5 سبتمبر – اللعبة الكبيرة من إخراج Jalmari Helander [الإنجليزية]‏.
- 6 أكتوبر – انظر من عاد من إخراج David Wnendt  [لغات أخرى]‏.
- 10 أكتوبر – المواطن الرابع من إخراج لورا بويتراس.
- 16 أكتوبر – جسر الجواسيس من إخراج ستيفن سبيلبرغ.
- 3 ديسمبر – أرض الألغام من إخراج مارتن زاندفليت [الإنجليزية]‏.

## برامج ومسلسلات وأنمي
- الحب الممنوع

## وفيات

### يناير
- 8 يناير – هوبرت ماركل (مواليد 1938)
- 16 يناير – جيرهارد شوارز (مواليد 1930) فيزيائي ألماني.
- 16 يناير – سيغفرت - هورست غونتر (مواليد 1925) ناشط ألماني.
- 31 يناير – ريتشارد فون فايتسكر (مواليد 1920) الرئيس السادس لجمهورية ألمانيا الاتحادية (1984-1994).

### فبراير
- 10 فبراير – مانفريد فاغنر (مواليد 1938) لاعب كرة قدم ألماني.
- 24 فبراير – رولاند جيربر (مواليد 1953) لاعب كرة قدم ألماني.

### مارس
- 1 مارس – فولفرام فوتكه (مواليد 1961) لاعب كرة قدم ألماني.
- 1 مارس – كريس فيلب (مواليد 1964) لاعب كرة سلة ألماني.
- 2 مارس – رولف ويبر (مواليد 1922) عالم نبات ألماني.
- 9 مارس – فراي أوتو (مواليد 1925) مهندس معماري ألماني.
- 11 مارس – والتر بوركرت (مواليد 1931)
- 24 مارس – أندرياس لوبيتز (مواليد 1987)
- 26 مارس – فريدريش باور (مواليد 1924)
- 30 مارس – إنغريد فان هوتين-جرونفيلد (مواليد 1921) عالمة فلك هولندية.
- 30 مارس – هيلموت ديتل (مواليد 1944) مخرج أفلام ألماني.

### أبريل
- 20 أبريل – فيرنر زيمر (مواليد 1936)

### مايو
- 12 مايو – بيتر جاي (مواليد 1923)
- 13 مايو – ماركوس برول (مواليد 1975) كاتب ألماني.

### يونيو
- 4 يونيو – هيرمان زابف (مواليد 1918) فنان ألماني.
- 9 يونيو – جيمس لاست (مواليد 1929) موسيقي ألماني.

### يوليو
- 8 يوليو – روت كرافت (مواليد 1920) مؤلفة ألمانية.

### أغسطس
- 3 أغسطس – جوهانا قندت (مواليد 1926) رائدة أعمال ألمانية.

### سبتمبر
- 4 سبتمبر – راينر كيرش (مواليد 1934) مترجم ألماني.
- 4 سبتمبر – كلوز موسر (مواليد 1922)
- 5 سبتمبر – ويلي فوجيرير (مواليد 1941) درّاج طريق ألماني.
- 17 سبتمبر – ديتمار كرامر (مواليد 1925)
- 23 سبتمبر – دراغان هولكر (مواليد 1945) لاعب كرة قدم صربي.

### أكتوبر
- 17 أكتوبر – هانس رودر (مواليد 1939) فيزيائي ألماني.
- 18 أكتوبر – ألفريد سيغر (مواليد 1927) فيزيائي ألماني.
- 30 أكتوبر – سينان ساميل سام (مواليد 1974) ملاكم تركي.

### نوفمبر
- 1 نوفمبر – غونتر شابوفسكي (مواليد 1929) سياسي ألماني.
- 10 نوفمبر – هلموت شميت (مواليد 1918) المستشار الخامس لجمهورية ألمانيا الاتحادية (1974-1982).

### ديسمبر
- 6 ديسمبر – فرانزل لانج (مواليد 1930)
- 17 ديسمبر – يوهانس بارثل (مواليد 1931) فيزيائي ألماني.
- 22 ديسمبر – فريدا مايسنر-بلاو (مواليد 1927) سياسية نمساوية.
- 28 ديسمبر – إيان موردوك (مواليد 1973)